# Athysanella krameri
Athysanella krameri är en insektsart som beskrevs av Blocker 1988 . Athysanella krameri ingår i släktet Athysanella och familjen dvärgstritar. Inga underarter finns listade i Catalogue of Life.